# Leipzig-Gohlis
Leipzig-Gohlis – przystanek kolejowy w Lipsku, w kraju związkowym Saksonia, w Niemczech. Znajdują się tu dwa perony.